# 李嗣镕
李嗣镕（2003年5月4日—），出生於中国辽宁省大连市，中国足球运动员，現效力克乙球隊杜不拉。前中國國腳李明之子。